# ديف بروتون
ديف بروتون (بالإنجليزية: Dave Bruton)‏ هو لاعب كرة قدم بريطاني في مركز الدفاع، ولد في 31 أكتوبر 1952 في فيرنون درسلي في المملكة المتحدة. لعب مع سوانزي سيتي ونادي بريستول سيتي ونادي غلوستر سيتي ونيوبورت كونتي.